# IC 2663
IC 2663 је појединачна звијезда у сазвјежђу Лав која се налази на листи објеката дубоког неба у Индекс каталогу.
Деклинација објекта је + 12° 36' 15" а ректасцензија 11h 15m 32,6s.